# Bernd Bastert
Bernd Bastert (* 1958 in Meschede) ist ein deutscher germanistischer Mediävist.

## Leben und Wirken
Von 1980 bis 1987 studierte er Germanistik und Geschichte an der RWTH Aachen. Dort legte er 1987 sein Staatsexamen ab und wurde 1991 promoviert. Von 1992 bis 1996 war er wissenschaftlicher Angestellter am Lehrstuhl für Ältere Deutsche Literatur der RWTH. Von 1998 bis 2000 erhielt er ein Habilitationsstipendium der DFG. 2001 und 2002 war er wissenschaftlicher Assistent am Institut für deutsche Sprache und Literatur der Universität zu Köln und habilitierte sich dort im Fach Deutsche Philologie an der Philosophischen Fakultät.
Im Jahr 2003 übernahm er für sechs Monate die Vertretung der Professur Germanistische Mediävistik, insbesondere Deutsche Literatur des Spätmittelalters an der Fakultät für Philologie der Ruhr-Universität Bochum. Seit September 2003 ist er Inhaber dieser Professur. 2007 war er für drei Monate Gastprofessor am Utrecht Center for Medieval Studies der Universität Utrecht in den Niederlanden. Zwischen 2015 und 2017 war er Dekan der Fakultät für Philologie an der Ruhr-Universität Bochum.
Seit 2015 ist er Mitherausgeber der Reihe Philologische Studien und Quellen und seit 2017 auch der Zeitschrift Germanistik. 2019 wurde er 2. Vorsitzender der Oswald von Wolkenstein-Gesellschaft.
Seine Forschungsschwerpunkte sind kulturwissenschaftliche Fragestellungen und Kontextualisierungen der deutschen Literatur des Mittelalters.

## Schriften (Auswahl)
Monographien
- Der Münchner Hof und Fuetrers „Buch der Abenteuer“. Peter Lang Verlag, Frankfurt am Main 1991, ISBN 978-3-631-45615-6.
- Helden als Heilige. Franke Verlag, Tübingen und Basel 2010, ISBN 978-3-7720-8356-3.

Herausgeberschaften
- mit Helmut Tervooren und Frank Willaert: Dialog mit den Nachbarn. Mittelniederländische Literatur zwischen dem 12. und 16. Jahrhundert. Erich-Schmidt-Verlag, Berlin 2011, ISBN 978-3-503-13701-5.
- Karl der Große in den europäischen Literaturen des Mittelalters. Konstruktion eines Mythos. De Gruyter, Berlin 2016, ISBN 978-3-484-64025-2.
- mit Ute von Bloh: Loher und Maller – Herzog Herpin. Kommentar und Erschließung. Erich-Schmidt-Verlag, Berlin 2017, ISBN 978-3-503-17475-1.
- mit Ute von Bloh: Königin Sibille – Huge Scheppel. Editionen, Kommentare und Erschließungen. Erich-Schmidt-Verlag, Berlin 2018, ISBN 978-3-503-18133-9.